# Langendorf (Szwajcaria)
Langendorf (gsw. Längedorf) – miejscowość i gmina w Szwajcarii, w kantonie Solura, w jednostce administracyjnej (Amtei) Solura-Lebern, w okręgu Lebern. 

## Demografia
W Langendorfie mieszkają 3 782 osoby. W 2021 roku 17,1% populacji gminy stanowiły osoby urodzone poza Szwajcarią. 